# 펄바

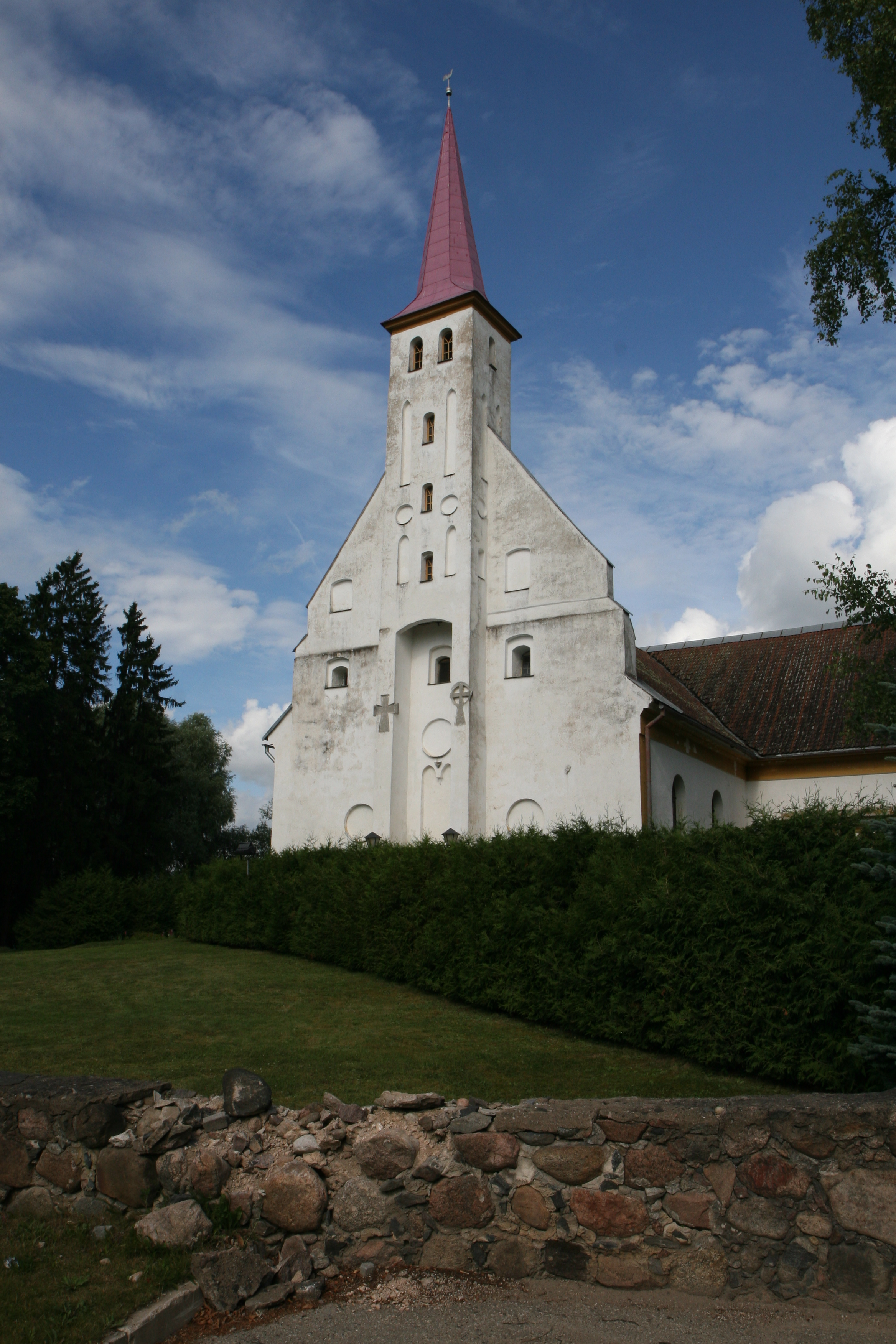
펄바 성당

펄바(에스토니아어: Põlva)는 에스토니아 남동부에 위치한 도시로, 펄바 주의 주도이며 면적은 5.5km2, 인구는 6,314명(2009년 기준), 인구 밀도는 1,100명/km2이다.

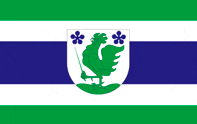
시기
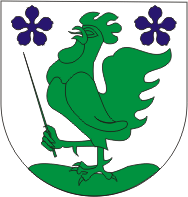
시 문장